# The Angels (австралийская группа)
The Angels — австралийская хард-рок-группа, образованная в 1974 году в Аделаиде под названием the Keystone Angels с Бернардом «Доком» Нисоном на вокале и бас-гитаре, Джоном Брюстером на ритм-гитаре и бэк-вокале, его братом Риком Брюстером на соло-гитаре и бэк-вокале и Питером «Чарли» Кингом на барабанах. В 1976 году Кинга заменил Грэм «Базз» Бидструп на барабанах, Крис Бейли взял на себя обязанности басиста, чтобы Нисон мог сосредоточиться исключительно на вокале, и они сократили свое название до просто The Angels. Их студийные альбомы, которые достигли пика в австралийской десятке лучших: No Exit (1979), Dark Room (1980), Night Attack (1981), Two Minute Warning (1984), Howling (1986) и Beyond Salvation (1990). В двадцатку их лучших синглов вошли «No Secrets» (1980), «Into the Heat» (1981), «We Gotta Get out of This Place» (1987), «Am I Ever Gonna See Your Face Again» (концертное исполнение, 1988), «Let the Night Roll On» и «Dogs Are Talking» (оба 1990).
Чтобы избежать юридических проблем с похожими именами на международном рынке, их записи были выпущены под названиями Angel City, а позже Angels from Angel City, хотя группа неоднократно заявляла, что им не нравятся эти названия. Группы, которые ссылались на The Angels как на оказавших влияние на их музыку, включают Guns N’ Roses и Cheap Trick, которые стали друзьями и приятелями по гастролям, Great White, которые сделали каверы на две их песни, и гранж-группу из Сиэтла Pearl Jam, среди многих других. Нисон покинул группу в 1999 году из-за травм позвоночника, полученных в автокатастрофе, и они распались в следующем году. Конкурирующие версии группы впоследствии выступали под названием The Angels до апреля 2008 года, когда оригинальный состав 1970-х годов воссоединился для серии туров до 2011 года, когда Нисон и Бидструп снова ушли. Альтернативные версии продолжились с новыми участниками, и в текущий состав вошли братья-основатели Брюстер, сыновья Джона Брюстера Сэм (бас-гитара) и Том (ударные), а также ведущий вокалист Ник Нортон.
The Angels были включены в Зал славы ARIA в октябре 1998 года в составе Бейли, Джона и Рика Брюстера, Эклса и Нисона. Австралийский музыковед Иэн Макфарлейн заявил, что «The Angels оказали глубокое влияние на австралийскую живую музыкальную сцену конца 1970-х/начала 1980-х годов. [Они] помогли переосмыслить австралийскую традицию паб-рока... [их] бренд без излишеств, жесткий буги-рок привлекал беспрецедентное количество посетителей пабов. В свою очередь, выступления The Angels подняли стандарт, ожидаемый от живой музыки. После 20 лет гастролей группа не показывала никаких признаков ослабления лихорадки хард-рока». Крис Бейли умер от рака горла 4 апреля 2013 года в возрасте 62 лет. Док Нисон умер от опухоли мозга 4 июня 2014 года в возрасте 67 лет.

## Дискография
Смотри статью «Дискография The Angels» в англ. разделе.
- The Angels (1977)
- Face to Face (1978)
- No Exit (1979)
- Dark Room (1980)
- Night Attack (1981)
- Watch the Red (1983)
- Two Minute Warning (1984)
- Howling (1986)
- Beyond Salvation (1990)
- Red Back Fever (1991)
- Skin & Bone (1998)
- Take It to the Streets (2012)
- Talk the Talk (2014)
- Ninety Nine (2024)